# Karl Kainberger
Karl Kainberger, född 1 december 1912 i Salzburg, död 17 december 1997 i Salzburg, var en österrikisk fotbollsspelare.
Kainberger blev olympisk silvermedaljör i fotboll vid sommarspelen 1936 i Berlin.